# بيترو فيريرو
بيترو فيريرو (بالإيطالية: Pietro Ferrero)‏ هو شخصية أعمال ورائد أعمال إيطالي، ولد في 2 سبتمبر 1898 في فاريليانو في إيطاليا، وتوفي في 2 مارس 1949 في إيطاليا بسبب نوبة قلبية.